# Tricalamus papillatus
Tricalamus papillatus är en spindelart som beskrevs av Wang 1987. Tricalamus papillatus ingår i släktet Tricalamus och familjen Filistatidae. Inga underarter finns listade i Catalogue of Life.